# بييرو كامبوس
بييرو كامبوس (بالإسبانية: Piero Campos)‏ هو لاعب كرة قدم ومدرب كرة قدم تشيلي، ولد في 28 يناير 1992 في Rengo ‏ في تشيلي. لعب مع Deportes Temuco ‏.

## وصلات خارجية
- بييرو كامبوس على موقع قاعدة بيانات كرة القدم.إي يو (الإنجليزية)
- بييرو كامبوس على موقع Soccerway.com (الإنجليزية)
- بييرو كامبوس على موقع AS.com (الإسبانية)